# Ntdetect.com
NTDETECT.COM (często też jako NTDETECT) – składnik systemów operacyjnych z rodziny Windows NT działających na architekturze sprzętowej x86. NTDETECT jest używany podczas uruchamiania systemu i ma za zadanie wykryć sprzęt niezbędny do załadowania systemu operacyjnego.

## Opis
Ntdetect.com jest wywoływany przez NTLDR w celu pobrania informacji, które są następnie ładowane przez Ntoskrnl.exe, czyli jądro systemu Windows.
NTDetect jest używany na komputerach korzystających z BIOSa. Komputery wyposażone w Extensible Firmware Interface (takie jak IA-64) używają metody wykrycia urządzeń niepowiązanych z systemem. 
Wykrywanie sprzętu działa nieco inaczej w zależności od tego, czy Advanced Configuration and Power Interface jest obsługiwane przez sprzęt. Jeżeli ACPI jest obsługiwane, lista urządzeń jest przekazana do jądra, a Windows odpowiednio przydziela zasoby. W starszym sprzęcie, gdzie ACPI nie jest obsługiwane, BIOS zajmuje się przydzielaniem zasobów (jądro dostaje także informacje o tym).
Ponadto, NTDETECT uruchomi odpowiedni profil sprzętowy. System Windows obsługuje profile sprzętowe, które pozwalają do pracy w sytuacjach z regularnymi zmianami sprzętu. Jest to często użytkowane na komputerach przenośnych podłączanych do stacji dokujących.
W Windows Vista i późniejszych systemach operacyjnych Windows, ntdetect.com tylko obsługuje ACPI, więc Windows będzie mógł kontrolować podziałem zasobów na każdej maszynie w identyczny sposób. Dodatkowym faktem jest brak obsługi profili w Windows Vista.
Informacje zebrane przez NTDETECT są przechowywane w kluczu Rejestru  HKLM\HARDWARE\DESCRIPTION w późniejszym etapie rozruchu.

## Wykrywane elementy
- Identyfikacja sprzętu
- Data i czas
- Szyny, adaptery i ich rodzaje
- Adaptery SCSI
- Karty graficzne
- Klawiatury
- Porty komunikacyjne – szeregowe i równoległe
- Dyski twarde
- Stacje dyskietek
- Myszy
- Koprocesor
- Industry Standard Architecture (oparte na urządzeniach)

## Rozwiązywanie problemów
Aby pomóc rozwiązać problemy, firma Microsoft udostępniła różne wersje debugowe pliku ntdetect.com, które wyświetlają szczegóły dotyczące wykrytego sprzętu.